# Арктически конвои
Арктическите конвои са британски и американски доставки за снабдяване на СССР с въоръжение и стратегически суровини през Втората световна война, които се доставят до пристанищата на Архангелск и Мурманск.
В периода от август 1941 г. до май 1945 г. (с прекъсване в периодите юли-септември 1942 и март-ноември 1943 г.) са изпратени общо 78 конвоя. Общо около 1400 търговски морски съда участват в арктическите конвои. Като цяло Кралските военноморски сили губят 85 търговски съда и 16 бойни кораба в това число 2 крайцера и 6 разрушителя.
Германия също реализира загуби – линеен кораб, 3 разрушителя, 30 подводници, самолети, но като цяло блокадата е ефективна, най-вече заради лошото британско разузнаване, планировка и охрана на конвоите. Германското противодействие е от съдове, базирани в пристанищата на фиордите по бреговете на окупирана Норвегия.
„Реквием за кервана PQ – 17“ (на руски: Реквием каравану PQ-17) е исторически роман от съветския писател Валентин Пикул за съдбата на един от конвоите.